# Елизабет Урсула фон Брауншвайг-Люнебург
Елизабет Урсула фон Брауншвайг-Люнебург (на немски: Elisabeth Ursula von Braunschweig-Lüneburg; * 1539; † 3 септември 1586 в Детмолд) от род Велфи е принцеса от Брауншвайг и Люнебург и чрез женитба графиня на Холщайн-Шаумбург и на Холщайн-Пинеберг.
Тя е дъщеря на херцог Ернст I фон Брауншвайг-Люнебург (1497– 1546) и на София фон Мекленбург-Шверин (1508 – 1541), дъщеря на херцог Хайнрих V от Мекленбург и първата му съпруга Урсула фон Бранденбург.
Елизабет Урсула се омъжва на 5 юни 1558 г. в Целе за графа вдовец Ото IV фон Холщайн-Шаумбург (1517 – 1576), граф на Холщайн-Шаумбург и на Холщайн-Пинеберг. От 1531 до 1537 г. той е като Ото III фон Шаумбург княжески епископ на Хилдесхайм. Тя е втората му съпруга. Двамата имат децата:
- Мария (* 1559, † 1616), ∞ 1591 граф Йобст фон Лимбург-Щирум (1560 – 1621)
- Елизабет (* 3 август 1566, † 7 септември 1638), ∞ граф Симон цур Липе (1554 – 1613)
- Ернст (* 1569, † 1622), от 1601 управляващ граф на Холщайн-Шаумбург, 1619 княз.

Елизабет Урсула умира през 1586 г., десет години след нейния съпруг, в Детмолд, където искала да е при първото раждане на дъщеря ѝ. Тя е погребана, както него, в гробницата на църквата Св. Мартини в Щадтхаген. Нейният син Ернст премества тленните останки на родителите си – без тези на Мария, първата съпруга на Ото – в новопостроен княжески мавзолей в църквата.